# マリンピア (企業)
株式会社マリンピア（まりんぴあ）は、宮城県仙台市青葉区に本社を置く、観光開発をメインとする企業。

## 概要
本社は北仙台地区にあるが、主な運営施設は日本三景・松島にある。松島観光の主要施設であったマリンピア松島水族館を運営していたため、宮城県内では知られた企業である。
仙台・宮城デスティネーションキャンペーン（2008年10月1日～12月31日）に間に合わせるため2007年（平成19年）に松島でボーリングを開始し、松島初の温泉掘削に成功した。これを「松島温泉」と命名し、自社が運営する宿泊施設の他、要望のあった施設に供給している。
マリンピア松島水族館を仙台港背後地（みなと仙台ゆめタウン）へ移転する計画を進めていたが閉館を決定し（参照）、2015年5月10日で閉館した。6月には、社名を仙台急行株式会社から株式会社マリンピアへ商号を変更した。

## 主な運営施設
以下の施設は全て宮城県宮城郡松島町にある。
- ホテル 海風土（うぶど）（松島字東浜5-3）
- リゾートイン松島（松島字三十刈17番）

過去の運営施設
- マリンピア松島水族館（松島字浪打浜16）

## 沿革
- 1969年（昭和44年）7月20日 - 「マリンピア松島水族館」の経営を引き受ける。
- 2003年（平成15年）4月 - ホテル「海風土（うぶど）」開業。
- 2007年（平成19年）
  - 8月21日 - 松島町の海岸沿いでボーリングを開始。
  - 12月 - 地下1500mで温泉を掘り当てた（源泉名は「松島温泉1号泉」）
- 2008年（平成20年）
  - JR東日本が運営していた、ホテル「フォルクローロ松島」の建物を引き受ける。
  - 3月1日 - JR東日本から引き受けた建物を改装し、ホテル「リゾートイン松島」として開業。
- 2015年（平成27年）
  - 5月10日 - マリンピア松島水族館を閉館。
  - 6月 ‐ 仙台急行（株）から（株）マリンピアに商号を変更した[2]。